# Lijst van weg- en veldkapellen in Roermond
Dit is een onvolledige lijst van veldkapellen in de gemeente Roermond. Kapelletjes komen vooral in het zuiden van Nederland voor en werden dikwijls gebouwd ter verering van een heilige.
In onderstaande tabel zijn alleen veldkapelletjes vermeld, grote kapellen zijn buiten beschouwing gelaten.
| Kapel                              | Adres                                   | Plaats   | Bouwperiode | Architect | Foto                     |
| ---------------------------------- | --------------------------------------- | -------- | ----------- | --------- | ------------------------ |
| Oberskapel                         | Beneden Boukoul 22                      | Boukoul  | 1852        |           | Oberskapel               |
| Sint-Annaput (niskapel)            | Veestraat-Tramweg                       | Herten   |             |           | Sint-Annaput Herten      |
| Sint-Jacobuskapel                  | Hertenerweg                             | Herten   |             |           |                          |
| Sint-Jozefkapel                    | Gebroek                                 | Maasniel |             |           | Sint-Jozefkapel Maasniel |
| Onze-Lieve-Vrouw-van-Lourdeskapel  | Raadhuisstraat-Beekweg                  | Maasniel | 1880        |           |                          |
| Sint-Nepomucenuskapel              | Maasstraat 18                           | Ool      | 1783        |           |                          |
| Sint-Jacobuskapel                  | Voorstad Sint Jacob                     | Roermond |             |           |                          |
| Sint-Theresiaput                   | Herkenbosscherweg-Weg langs het kerkhof | Roermond | 1955        |           | Sint-Theresiaput         |
| Sint-Jozefkapel                    | Karthuizerpark, Voogdijstraat           | Roermond | 19e eeuw    |           |                          |
| Mariakapel                         | Karthuizerpark, Voogdijstraat           | Roermond |             |           |                          |
| Mariakapel                         | Luifelstraat                            | Roermond |             |           |                          |
| Mariakapel (Muurkapel)             | Pastoorswal-Grote Kerkstraat            | Roermond |             |           |                          |
| Mariakapel (Muurkapel)             | Begijnhofstraat-Schoolstraat            | Roermond |             |           |                          |
| Heilige-Verlosserkapel (Muurkapel) | Swalmerstraat                           | Roermond |             |           |                          |
| Mariakapel (Muurkapel)             | Bergstraat-Munsterstraat                | Roermond |             |           |                          |
| Sint-Brunokapel (Muurkapel)        | Swalmerstraat                           | Roermond | 1907        |           |                          |
| Kruiskapel                         | Kapellerlaan                            | Roermond | 1874        |           | Mariakapel               |
| Mariakapel (Muurkapel)             | Swalmerstraat                           | Roermond |             |           | Mariakapel               |
| Heierkapel                         | Hollestraat                             | Swalmen  | 1835        |           | Heierkapel               |
| Mariakapel Middelhaover Kepelke    | Middelhoven-Parallelweg                 | Swalmen  |             |           | Mariakapel               |